# Antoni Kwinta
Antoni Prewysz Kwinta herbu Dryja – sędzia ziemski i sędzia ziemiański brasławski w latach 1792–1794, pisarz ziemski brasławski w latach 1765–1792, strażnik brasławski w latach 1731–1765.
Elektor Augusta III Sasa w 1733 roku. Był posłem na sejm 1766 roku z powiatu brasławskiego.